# 日山浅吉
日山 浅吉（ひやま あさきち、旧姓・山本、1881年〈明治14年〉3月 - 没年不明）は、日本の商人（質商）、政治家。第38代兵庫県会議長。

## 人物
兵庫県・山本政平の二男。金貸し、質商を営む。1917年、日山マサの入夫となる。1935年10月から1936年12月まで兵庫県会議長を務める。民政党に所属する。住所は姫路市東紺屋町。